# Большое (озеро, Запорожская область)
Большое или Долгое — озеро на побережье Азовского моря, расположенное на территории Бердянского района (Запорожская область, Украина). Площадь — 1,35 км². Тип общей минерализации — солёное. Происхождение — лагунное. Группа гидрологического режима — бессточное.
Расположено в границах зоны стационарной рекреации Приазовского национального природного парка.

## География
Входит в Бердянскую группу озёр, где является крупнейшим по площади. Длина — 2,65 км, ширина средняя — 0,6-0,7 км, наибольшая — 0,83 км. Глубина — 0,05-1 м, наибольшая — 0,8 м. Высота над уровнем моря — -0,7 м — ниже уровня Азовского моря. Озёрная котловина грушеобразной формы, вытянутая с юга на север, расширяется на север; на севере имеет два залива. Берега низменные. 
Озеро расположено на побережье Азовского моря на Ближней Бердянской косе — в восточной части города Бердянск. Отделено от моря песчано-ракушечниковой пересыпью (косой) шириной 75-150 м и высотой около 2 м. Бессточное озеро — нет впадающих и вытекающих рек. В озере нет островов. Вокруг (кроме восточной стороны) расположены небольшие озёра. Западнее примыкает озеро Среднее, от которого отделено косой и сообщается проливом.
Питание за счёт инфильтрации морской воды Азовского моря. Водный режим зависит от атмосферных осадков и уровня воды Азовского моря. Вода прозрачная, летом солёность составляет около 80 г/л, колеблется в зависимости от сезона. По химическому составу вода хлоридно-натриевая. Зимой замерзает. Дно песчано-ракушечниковое (песчано-черепашниковое), восточной и южной частей озера устлано слоем (до 1,3 м) серого и тёмно-серого ила (лечебными грязями). Грязи (илы) имеют лечебные свойства и используются на курортах города Бердянска. Используется для рекреации.
В южной и восточной частях озера наблюдалось интенсивное развитие серобактерий, что обусловило малиновую окраску дна озера. На южном и восточном берегах наблюдалось развитие водорослей, с распадом которых связаны процессы грязеобразования. В этих частях дно озера очень грузское, покрыто чёрным илом с черепашником. Для лечебных целей грязь мало пригодна. В засушливое время года, особенно в период восточных и юго-восточных ветров, уровень воды в озере значительно понижается (до 6-7 см) и оно даёт садку соли. Ежегодная садка соли исчисляется до 400-500 т. Озеро эксплуатируется с давних времён.

## Природа
На берегах озера растут солерос европейский, солянка южная, кермек каспийский и другие. Озеро служит местом гнездования птиц (краснозобая казарка, огарь, обыкновенный гоголь, тонкоклювый кроншнеп, большой кроншнеп, степная тиркушка, черноголовый хохотун, серая куропатка и другие). Среди животных встречаются заяц-русак, ёж, лисица.
Распространены водоросли (красные, зелёные, диатомовые), есть серобактерии. 